# Albert Raisner
Albert Raisner (* 30. September 1922 in Apolda; † 1. Januar 2011 in Boulogne-Billancourt, Frankreich) war ein französischer Harmonikaspieler, Begründer des preisgekrönten Trio Raisner sowie Fernseh- und Radio-Moderator. Er war der Gastgeber der von 1961 bis 1967 ausgestrahlten Hitparade Tendre et Tetes de Bois mit weltberühmten Künstlern wie den Beatles, Elvis Presley, Stevie Wonder, Isaac Hayes und den französischen Sängern Johnny Hallyday und Claude François. Er gilt als Symbol und Pionier des französischen Fernsehens, manchmal im Vergleich zu Ed Sullivan. Raisner wurde 1977 vom französischen Präsidenten in den Adelsstand erhoben.

## Leben
Geboren wurde er in Thüringen als Kind eines französischen Vaters und einer deutschen Mutter. Albert Raisner kam im Alter von sieben Jahren nach Paris. Seine Familie lebte in Montmartre im 18. Arrondissement von Paris. Er hatte zwei Brüder: einen älteren und einen jüngeren.
Sein Vater war Handelsvertreter, aber nebenbei ein begeisterter Musikliebhaber. Er brachte ihm das Spielen von Violine, Klavier, Trompete, Gitarre und Klarinette bei. Dadurch erwarb Albert Raisner eine klassische musikalische Ausbildung. Trotzdem wurde die Harmonika sein Lieblingsinstrument. Sein erstes Publikum wurde eine Pfadfinder-Gruppe, zu der er als Mitglied gehörte. Zum Morgentreffen spielte er schon am Lagerfeuer. Sein Talent formte er weiter mit der Musik von Charles Rodriguez (Zigeuner-Gitarrist, Violinist, und Harmonika-Pionier in Frankreich). Bis zum Ausbruch des Zweiten Weltkrieges nahm er an den Aktivitäten des Studios Rodriguez (offiziell „Französische Vereinigung für musikalische Verbreitung“) teil und wurde so in der Welt der Unterhaltungsmusik bekannt. Sogar dem legendären Zigeuner-Gitarristen Django Reinhardt schloss er sich an. Albert Raisner wollte seine Musik auch im Zirkus spielen. Deshalb trat er in den Cirque Pinder ein, in dem er auch die Trapez-Kunst beherrschen lernte.
Albert studierte an der Hochschule von Colbert, danach ein Jahr lang an der Ecole Normale d'Auteuil von Paris, und promovierte zum Doktor der Philosophie im Fach Linguistik. Während des Zweiten Weltkrieges litt er unter der allgemeinen Lebensmittel-Rationierung. Auch die Bombardierung seiner Straße musste er miterleben. Er schloss sich der Resistance in Beaulieu-sur-Dordogne in Correze im freien Teil Frankreichs an.
Während des Krieges tauchte Albert Raisner der geheimen Jazzunterwelt bei und gründete den Club Harmonika ('CHARM'), das Trio Raisner (1943-1960), das er mit Sirio Rossi und Adrien Belin gründete. Dieses Ensemble spielte regelmäßig zu Radio- und Fernsehprogrammen. Dieses Trio wurde auch eingesetzt, um bei Shows für die kämpfende US-Armee in Europa zu spielen. Sein Trio Raisner erlebte beim D-Day größte Erfolge, ebenso bei Befreiung von Frankfurt am Main mit dem American Special Service, an dem er zusammen mit Frank Sinatra, Louis Armstrong und Marlene Dietrich teilnahm und bei dem auch Elvis Presley, Ella Fitzgerald und Duke Ellington auftraten.
Später bespielte das Trio Raisner viele erfolgreiche Shows und trat bei Tourneen in Frankreich auf. Seine Mitglieder waren aber mehr als nur Musiker: Sie waren Schausteller, die musikalische Szenen in einer Mischung von Harmonika, Liedern, Tänzen und Humorbeiträgen aufführten. Danach tourte das Trio im Ausland, darunter in Ländern wie Deutschland, Großbritannien, Italien und Israel. Es wurde auch mehrmals in internationalen Radiosendungen und in Filmen präsentiert. Albert Raisner komponierte selber seine Trio-Lieder, und dafür erhielt er 1952 den Grand Prix du Disque für Le Canari.
Das Trio Raisner löste sich Ende der 1950er Jahre auf. Albert Raisner setzte nun seine musikalische Karriere als Solokünstler fort. So gestaltete er den ersten Teil von Chuck Berrys Olympia-Konzert. Bekannt wurde auch sein Buch Le Livre de l'Harmonica, in dem er die Geschichte dieses Musikinstruments, seiner Spieler sowie seine eigene Musikgeschichte darstellte.
Albert Raisner heiratete Brigitte Konjovic, die 1978 Miss France wurde. Sie hatten zwei Söhne, Richard und Remy Raisner. Er war auch Mitglied von Mensa International, einer sozialen Organisation, deren Mitglieder sich in den Top-2% der Intelligenz befinden, nachgewiesen durch eine Aufnahmeprüfung zum IQ-Test.
Im Alter von 88 Jahren starb er an Atemwegsinsuffizienz im Krankenhaus Ambroise Pare in Boulogne-Billancourt.

## Als Fernseh- und Radiounterhalter (1958–1983)

### Le jeu des 1000 francs
Albert Raisner gehörte zu den ersten Gastgebern des 'Jeu des 1000 Francs', einer der längsten französischen Radiosendungen.
Die Beach Boys traten zu Albert Raisners Zeiten in 'Tendre et Tete de Bois' auf.

### Âge tendre et tête de bois
Albert Raisner kreierte 1961 seinen Titel "Age Tendre et Tete de Bois", der zu einem Grundstock des französischen Fernsehens und eines legendären Programms werden sollte. Es war eine Musik-Show zur besten Sendezeit Samstag Nacht auf Frankreichs einzigartigem TV-Sender RTF. Auch wenn die Show mit bescheidenen Mitteln erschaffen wurde, kam es zu einem sofortigen, überwältigenden Erfolg. Shows wurden am Golf-Drouot, am Moulin de la Gallette und an der Cite Universitaire gedreht. Albert Raisner wurde zum führenden Talente-Entdecker und gehörte zu den ersten, die Rock-’n’-Roll-Musik lüften. In den 1960er Jahren spielte er wieder in Frankreich und unterstützte viele französische, amerikanische und internationale Künstler wie Ray Charles, Gene Vincent, Johnny Hallyday, The Beatles, Sheila, Claude François und Henri Salvador, Eddie Mitchell, Joan Baez, Dalida, Salvatore Adamo, Michel Polnareff, Stevie Wonder, Gigiola Cinquietti, Enrico Macias, Sylvie Vartan, Francois Hardy und Adriano Celentano. Die Show wurde für ihre jovialen, hohen Energie-Stil erinnert, seine Duplex- und mutliplexes mit Künstlern auf der ganzen Welt, die Nähe zwischen dem Publikum und den Sternen, und das Verbot des Play-Backs. Albert Raisner entwarf auch das Maskottchen der Show, den 'Bonhomme Tete de Bois'.

### Europarty
1963 gründete Raisner eine deutsch-französische Koproduktion, das 'Rendezvous sur le Rhin', das bald in sieben europäischen Ländern in „Europarty“ umbenannt werden sollte. Er stellte sogar zweimal eine bilaterale Ausstellung in Moskau aus, die in Frankreich und in der UdSSR gezeigt wurde – dazu in russischer Sprache – eine einzigartige Leistung in der Zeit des Kalten Krieges.

### Samedi und Compagnie
Ab 1968 war Albert Raisner Gastgeber für 'Samedi et Compagnie'. Die Shows änderten ihren Namen im Jahr 1971 zu 'Samedi et Vous'. Bei Albert Raisner traten auch Point Chaud, Isaac Hayes, Hugues Aufray und oft Dibango als Musiker auf. Er reiste auch mehrmals in die Vereinigten Staaten und deckte das Woodstock-Festival für das französische Fernsehen ab. 1973 schrieb er ein Buch über die Geschichte der 1960er und 1970er Musik: 'L'Aventure Pop'.
Nach dem Point Chaud schuf Raisner die Musik-Show Tremplin 80 und veranstaltete diese bis 1983. Er verließ danach das Fernsehen, um seine beiden Söhne zu fördern, obwohl er weiterhin auf Radiosendungen präsent war, und nahm an Touren und Konzerten in Europa teil.

### 1990–2000
Albert Raisner feierte 1990 ein Comeback im Fernsehen mit Age Tendre auf Kanal Antenne 2, die Künstler aus den 1960er Jahren mit denen der 1990er Jahre verknüpfte. Er veranstaltete u. a. Vanessa Paradis.
Mitte der 90er Jahre veranstaltete er Salut Albert im Radio Montmartre, bevor er Ende der 1990er Jahre eine Show über Europa 1 veranstaltete. Er nahm auch an Schiffstouren teil, darunter eine auf dem Schiff „Queen Elizabeth II.“ mit Petula Clark.

## Ehrungen
- 1952 Grand Prix du Disque
- 1978 Französischer Nationalspieler
- 1978 Ritter des Ordre national du Mérite
- Médaille de la Ville de Paris

## Nachwirkungen
Als Harmonika-Pionier trug er dazu bei, dieses Instrument in Frankreich zu popularisieren. Raisner gilt als einer der besten Harmonika-Spieler aller Zeiten. Im Fernsehen gehörte er unter die Ersten, die eine Fernsehsendung für Jugendliche kreierten. Er förderte unzählige Künstler, die international erfolgreich waren. Er war auch einer der ersten Fernsehstars, die zugleich Produzent wurden. Er trug damit zum Wandel in der Unterhaltungsindustrie bei. 
Seine Fernsehsendungen werden heutzutage häufig von den Medien weitergegeben. Eine sehr erfolgreiche Tournee mit den französischen und internationalen Künstlern der 1960er und 1970er Jahre hieß zu seinen Ehren 'Alter Tendre et Tetes de Bois'. Ein Harmonika-Song, den er schrieb und spielte, ist noch heute und nach Jahrzehnten das Thema einer führenden japanischen Radiosendung.

## Liste der Shows

### Fernsehsendungen
- Tête de bois et tendres années
- Rendez-vous sur le Rhin
- Europarty
- Samedi et compagnie
- Samedi et vous
- Punkt-Chaud
- Tremplin 80

### Radiosendungen
- Le Jeu des 1000 Franken
- Salut Albert

## Buchveröffentlichungen
- Le Livre de l'harmonica, Pressen von Temps Présent, Paris, 1961, 223 p.
- Méthode générale für Harmonika, Hohner, 1966
- L'Aventure-Pop, Robert Laffont, Paris, 1973, 303 p.
- Harmonica diatonique et chromatique leicht: 30 Standards ... (Facile), 1993

## Alben
- Trio Raisner, Enregistrements originaux 1948-1953
- La Magia de la Armonica
- Trio Raisner, Klassiker und Danse
- Gegenüber Albert Raisner
- Le Roi de l'harmonica
- Harmonica-Parade

## Filme
- 1955: Les Évadés
- 1959: Deux hommes dans Manhattan
- 1961: Léon Morin, prêtre
- 1963: L'Aîné des Ferchaux